# Iodalkane

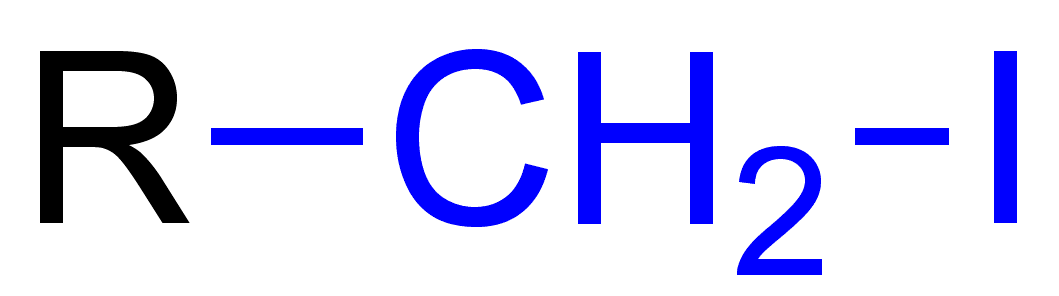
Primäres Iodalkan

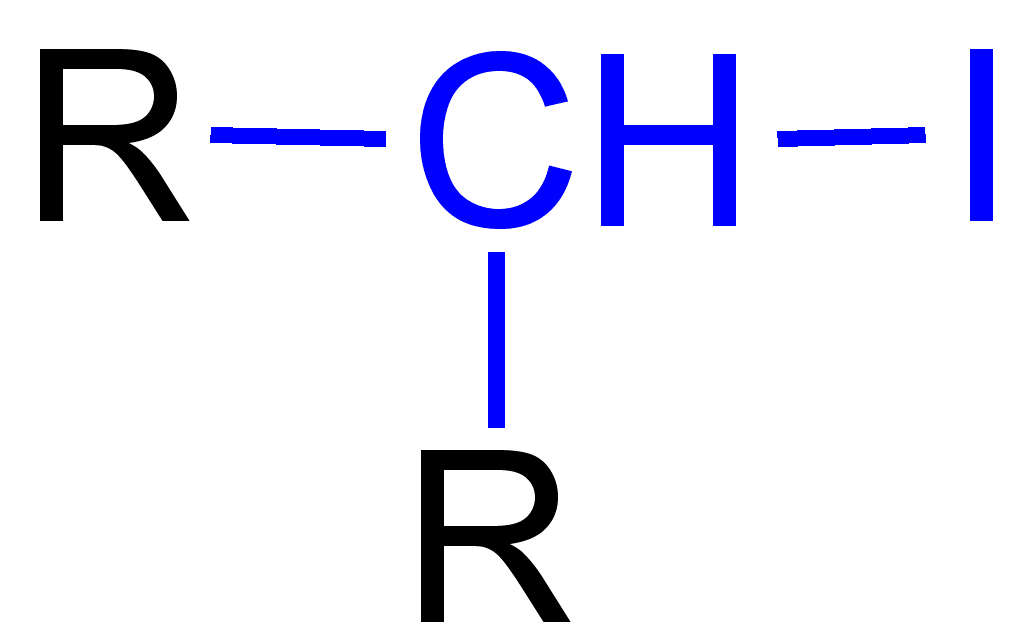
Sekundäres Iodalkan

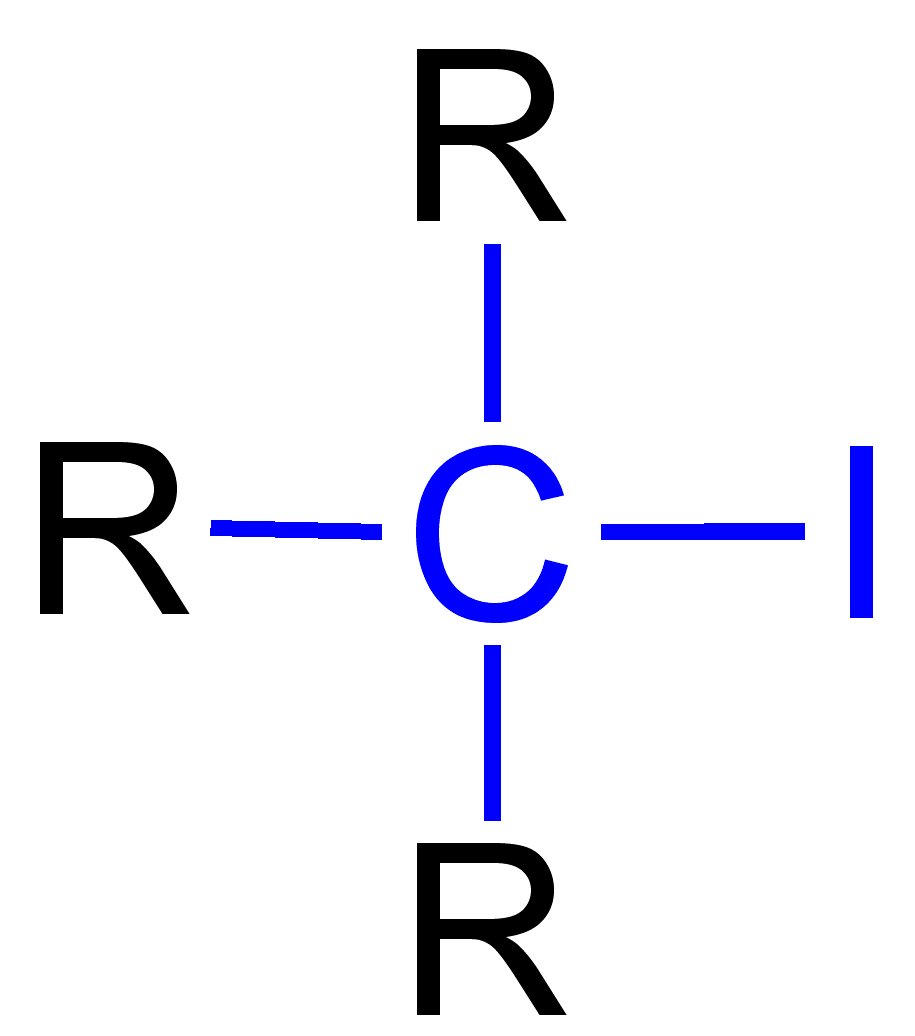
Tertiäres Iodalkan

Iodmethan, der einfachste Vertreter der Iodalkane

1,2-Diiodethan, mit zwei Iodatomen

Die Iodalkane bilden eine Stoffgruppe von halogenierten Alkanen, bei denen ein oder mehrere Wasserstoffatome durch Iodatome ersetzt sind. Das Alkangrundgerüst kann dabei sowohl geradlinig als auch verzweigt sein.
Man kann die Iodalkane auch einteilen in primäre, sekundäre und tertiäre Iodalkane.

## Herstellung
Die Addition von Iodwasserstoff an Alkene oder 1,3-Diene führt ebenfalls zu Iodalkanen. Die elektrophile Addition von Iod an Alkene liefert Diiodalkane.